# مسعود حسن
مسعود حسن (مواليد 20 يوليو 1987) لاعب كرة قدم إماراتي يجيد اللعب في الدفاع .
لعب سابقاً لأندية النصر والإمارات و عجمان والشعب و الفجيرة والعروبة و خورفكان .

## روابط خارجية
- مسعود حسن على موقع قاعدة بيانات كرة القدم.إي يو (الإنجليزية)
- مسعود حسن على موقع Soccerway.com (الإنجليزية)